# Asbjørn Andersen
Pour les articles homonymes, voir Andersen.
Asbjørn Andersen (30 août 1903 - 12 décembre 1978) est un acteur et réalisateur danois. Il a réalisé neuf films entre 1946 et 1952 et est aussi connu pour avoir joué dans plus de 90 films comme acteur entre les années 1930 et 1976.

## Biographie
Hans Asbjørn Gammelmark Andersen est né à Copenhague, au Danemark. Il est le fils d'un portier et maître garde forestier, Jens Andersen (1867-1939) et de son épouse Maren Hansen (1867-1941). Il a obtenu son diplôme en 1922 et a d'abord travaillé dans un magasin de machines agricoles, puis dans les douanes avant de faire des études au Betty Nansen Teatret en 1926-1928 où il a travaillé entre 1928 et 1937,. Il a ensuite travaillé dans différents théâtres privés. Il joué le rôle de Alberin dans la première de la pièce de théâtre de Bertold Brecht Die Rundköpfe und die Spitzköpfe en 1936 au Riddersalen Theater (da) Kopenhagen (en danois). À partir de 1957, a joué comme acteur au Théâtre royal danois. Il est apparu dans plus de 90 films entre 1930 et 1976,. Il a également réalisé neuf films entre 1946 et 1952,.
Il est mort en 1978 à Silkeborg au Danemark et est enterré au cimetière Bispebjerg Kirkegård (en). Il est le père de l'actrice Ulla Asbjørn Andersen (da).

### Réalisation
Asbjørn Andersen a réalisé neuf longs métrages dans des styles plus variés que ses rôles d'acteur. L'homme « sérieux derrière les lunettes à monture d'écaille » commence par deux comédies : Up with little Martha (1946) et Sikken en nat (1947). Il met ensuite en scène l'histoire romantique de Cendrillon de Helge Kjærulff-Schmidt I de lyse nætter (1948). Il montre un solide savoir-faire dans le drame Mens porten var lukket (1948) et tourne ensuite un film noir sombre et perfectionné John og Irene (1949) avec Ebbe Rode et Bodil Kjer, qui serait son meilleur film. Après les drames "Historien om Hjortholm (da) (1950) et Firetyve timer (1951) viennent deux comédies plus attrayantes : Bag de røde porte (1951) et Kærlighedsdoktoren (Le Docteur de l'amour) (1952).

## Filmographie
- 1933 : Med fuld musik (da)
- 1933 : Københavnere[5]
- 1934 : Barken Margrethe af Danmark
- 1934 : 7-9-13
- 1935 : De bør forelske Dem
- 1935 : Week-end (en)
- 1936 : Panserbasse (en)
- 1936 : Snushanerne (en)
- 1936 : Giftes-nej tak
- 1937 : Det begyndte ombord
- 1937 : Flådens blå matroser
- 1939 : En lille tilfældighed
- 1940 : Jens Langkniv (en)
- 1942 : Vi kunne ha' det så rart
- 1942 : Natekspressen (P. 903)[5]
- 1942 : Et skud før midnat
- 1942 : Ta' briller på
- 1942 : Regnen holdt op
- 1943 : Det brændende spørgsmål (en)[5]
- 1943 : Når man kun er ung
- 1943 : Mine kære koner
- 1943 : Kriminalassistent Bloch[5]
- 1944 : Otte akkorder (en)
- 1945 : Den usynlige hær (en)
- 1945 : Affæren Birte (en)
- 1945 : I går og i morgen
- 1945 : Man elsker kun een gang
- 1946 : Det gælder din frihed
- 1946 : Oktoberroser
- 1947 : Mani
- 1947 : Sikken en nat[5]
- 1947 : My name is Petersen (en)
- 1947 : Lykke på rejsen (en)
- 1948 : Mens porten var lukket (da)
- 1948 : Tre år efter
- 1949 : For frihed og ret
- 1950 : Historien om Hjortholm (da)
- 1950 : Café Paradis[5]
- 1950 : Mosekongen (en)
- 1951 : Fra den gamle købmandsgård
- 1951 : Alt dette og Island med (en)
- 1951 : Lyntoget (da)
- 1951 : Bag de røde porte (da)
- 1952 : Kærlighedsdoktoren (da)
- 1953 : Adam og Eva
- 1954 : Jan går til filmen (da)
- 1955 : Altid ballade (en)
- 1955 : Blændværk (en)
- 1956 : Den store gavtyv (en)
- 1956 : Hvad vil De ha'? (en)
- 1956 : Ung leg (da)[5]
- 1957 : Ingen tid til kærtegn
- 1957 : Tre piger fra Jylland (da)
- 1957 : Tag til marked i Fjordby (da)
- 1958 : Mariannes bryllup (da)
- 1958 : Verdens rigeste pige (da)
- 1959 : Paw, un garçon entre deux mondes[5]
- 1960 : Eventyrrejsen
- 1960 : Frihedens pris
- 1960 : Gymnasiepigen
- 1961 : Flemming på kostskole
- 1961 : Reptilicus : Prof. Otto Martens[8]
- 1961 : Gøngehøvdingen
- 1962 : Det stod i avisen (da)
- 1962 : Han, hun, Dirch og Dario
- 1962 : Prinsesse for en dag
- 1962 : Det støver stadig
- 1963 : Støv for alle pengene[5]
- 1963 : Et døgn uden løgn
- 1964 : Kampen om Næsbygaard
- 1965 : Næsbygaards arving
- 1965 : Mor bag rattet
- 1966 : Søskende
- 1966 : Krybskytterne på Næsbygaard : Le propriétaire terrien Martin Kaas[6]
- 1966 : Slap af, Frede
- 1968 : Dage i min fars hus
- 1968 : De røde heste (1968)
- 1968 : Stormvarsel
- 1971 : Ballade på Christianshavn
- 1972 : Manden på Svanegården : Kromand[6]
- 1972 : Olsen Bandens store kup : Christian IV[6]
- 1973 : I din fars lomme
- 1976 : Kassen stemmer : Bogholder[6]
- 1976 : Olsen-banden ser rødt : Christian IV[6],[5]